# Jan Wienese
Henri Jan (Jan) Wienese (Amsterdam, 4 juni 1942) is de eerste, en tot 2024 de enige, Nederlandse roeier die in de skiff een gouden medaille won in deze Olympische discipline – hij deed dit tijdens de Olympische Spelen van 1968 in Mexico-Stad.

## Roeicarrière
In zijn actieve tijd was Wienese aangesloten bij roeivereniging R&ZV De Amstel in Amsterdam. 
Wienese won in 1965 de Skiffhead, de Holland Beker en de Rotsee Einer in Luzern in een niet eerder voorkomende trilogie van skiffeurs in een jaar.
Bij de Olympische Spelen van 1968 op de roeibaan Xochimilco te Mexico-Stad wist Wienese goud te behalen, door in de finale in een tijd van 7.47,80 onder meer de Duitser Jochen Meissner en de Argentijn Alberto Demiddi te verslaan.
Wel moest hij dat jaar de nationale titel overlaten aan Harry Droog van Proteus-Eretes. De Holland Beker 1968 werd gewonnen door Jochen Meissner aangezien Jan zich had afgemeld wegens de vliegreis uit Spanje de dag daarvoor.
Vanwege zijn olympische titel ontving Wienese als opvolger van Bert Gunther De Gouden Riem. Gunther overleed kort voordat hij de riem kon doorgeven aan Wienese. Om deze zeldzame gouden trofee en erfgoed van skiffeurs/skiffeuses van een uitzonderlijke niveau veilig te stellen heeft hij deze met De Amstel ondergebracht in De Stichting DGR van 1892. In 1989 droeg Wienese de Gouden Riem over aan Frans Göbel.   
Op 3 augustus 2024 is er een tv-reportage gemaakt door NLRoei en door NOS inzake de nog steeds niet gebroken Olympische prestatie van Wienese bij de mannen skiff .  Wel is er sinds OS Parijs een allereerste skiffeuse die goud won op een Olympische Spelen namens Nederland, Karolien Florijn, welke Jan Wienese als bestuursvoorzitter van de Stichting de Gouden Riem in januari 2024 de gouden riem toekende. 
Wienese is lid van De 144 en voorzitter van De Stichting DGR van 1892.

## Solitair II
De skiff van het merk Donoratico waarmee de olympische medaille werd gehaald heet Solitair II. Deze boot is sinds 1999 wegens beschadiging uit de vaart genomen. Hij is daarna geschonken aan het Nederlands Sportmuseum, maar stond in het voorjaar van 2005 plotseling voor een paar honderd euro te koop op een veilingsite. De ex-skiffeur heeft hem toen zelf opgekocht en voorbestemd voor het Watersportmuseum i.o. te Dordrecht. Inmiddels hangt de Solitair II na restauratie echter in de sociëteit van Wienese's roeivereniging De Amstel in Amsterdam.

## Persoonlijk
Wienese is de vader van langebaanschaatser Michiel Wienese. Hij was de broer van Jetty Baars-Wienese, tennisspeelster die in 1961 Nederlands kampioen werd. Tevens is Jan Wienese de oudoom van Tony Parker, basketbal-speler voor de NBA namens de San Antonio Spurs. 
Na zijn roeiloopbaan werd Wienese fysiotherapeut.

## Palmares

### Roeien (skiff)
- 1965:  EK in Duisburg - 7.45,59
- 1966:  WK in Bled - 7.08,53
- 1967:  EK in Vichy - 8.07,82
- 1968:  OS in Mexico-Stad - 7.47,80